# Corumbaense FC
Corumbaense FC  is een Braziliaanse voetbalclub uit Corumbá in de staat Mato Grosso do Sul. 

## Geschiedenis
De club werd opgericht in 1914. In 1980 speelde de club voor het eerst in de nog vrij nieuwe staatscompetitie. In het eerste seizoen werd de club vierde, hierdoor mochten ze deelnemen aan de Série C en werden meteen uitgeschakeld door Dom Bosco. Na drie derde plaatsen werden ze in 1984 kampioen. Hierdoor mochten ze deelnemen aan de Série A 1985, waar toen nog alle staatskampioenen aan mochten deelnemen, maar kon daar geen potten breken. In 1987 speelden ze ook een seizoen in de Série B en werden in de eerste groepsfase tweede achter Ponte Preta. In de tweede fase werden ze uitgeschakeld door Uberlândia. Na 1992 stopte de club een paar jaar met profvoetbal en keerde terug in 1998, maar werd slechts elfde. In 2004 begon de club opnieuw in de tweede klasse en werd in 2005 kampioen. De volgende jaren was de club slechts een middenmoter tot een degradatie volgde in 2011. De volgende jaren ging de club telkens op en af tussen eerste en tweede tot ze in 2015 nog eens het behoud konden verzekeren. De club strandde in de halve finales om de titel tegen Ivinhema. Ook in 2016 bereikte de club de halve finale en verloor nu van Comercial. In 2017 werd de club opnieuw staatskampioen na 33 jaar en won in de finale van Novoperário.

## Erelijst
Campeonato Sul-Mato-Grossense
1984, 2017